# Inteligencia empresarial
Se denomina inteligencia empresarial, inteligencia de negocios, inteligencia comercial o BI (del inglés business intelligence), al conjunto de estrategias, aplicaciones, datos, productos, tecnologías y arquitectura técnicas, los cuales están enfocados a la administración y creación de conocimiento sobre el medio, a través del análisis de los datos existentes en una organización o empresa.

## Definición
El término inteligencia empresarial se refiere al uso de datos en una empresa para facilitar la toma de decisiones. Abarca la comprensión del funcionamiento actual de la empresa, bien como la anticipación de acontecimientos futuros, con el objetivo de ofrecer conocimientos para respaldar las decisiones empresariales. 
Las herramientas de inteligencia se basan en la utilización de un sistema de información de inteligencia que se forma con distintos datos extraídos de la producción, con información relacionada con la empresa o sus ámbitos, y con datos económicos. 
Mediante las herramientas y técnicas ETL (del inglés «Extract, transform & Load»), o ETC (equivalente en castellano: «extracción, transformación y carga»), se extraen los datos de distintas fuentes, se depuran y preparan (homogeneización de los datos), para luego cargarlos en un almacén de datos.
La vida o el periodo de éxito de un software de inteligencia de negocios dependerá únicamente del éxito de su uso en beneficio de la empresa; si esta empresa es capaz de incrementar su nivel financiero-administrativo y sus decisiones mejoran la actuación de la empresa, el software de inteligencia de negocios seguirá presente mucho tiempo, en caso contrario será sustituido por otro que aporte mejores y más precisos resultados.
Los requisitos básicos que permiten organizar de forma óptima la Inteligencia empresarial parte por disponer de aquellos datos que reflejen debidamente "todos los procesos de la empresa" y, de preferencia, se encuentren reunidos en una misma base de datos, esto facilita el acceso y la monitorización. Disponer de herramientas tecnológicas para crear con autonomía todos los cuadros de mando y KPIs, y finalmente, el conocimiento sectorial para saber qué analizar de forma coherente y estratégica. 
Finalmente, las herramientas de inteligencia analítica posibilitan el modelado de las representaciones basadas en consultas para crear un cuadro de mando integral que sirve de base para la presentación de informes.

## Historia
En un artículo de 1958, el investigador de IBM Hans Peter Luhn utiliza el término Inteligencia de Negocio. Se define la inteligencia como: «La capacidad de comprender las interrelaciones de los hechos presentados de tal forma que consiga orientar la acción hacia una meta deseada».
La inteligencia de negocios, tal como se entiende hoy en día, se dice que ha evolucionado desde los sistemas de apoyo a las decisiones que se inició en la década de 1960 y desarrollado a lo largo de mediados de los años 1980. DSS se originó en los modelos por computadora, creado para ayudar en la toma de decisiones y la planificación. Desde DSS, data warehouses, sistemas de información ejecutiva, OLAP e inteligencia de negocios entraron en principio centrándose a finales de los años 1980.
En 1989, Howard Dresner (más tarde, un analista de Gartner Group) propuso la «inteligencia de negocios» como un término general para describir «los conceptos y métodos para mejorar la toma de decisiones empresariales mediante el uso de sistemas basados en hechos de apoyo», sin embargo esta expresión no se popularizó hasta finales de la década de los 90.

## Características
Este conjunto de herramientas y metodologías tienen en común las siguientes características:
- Accesibilidad a la información. Los datos son la fuente principal de este concepto. Lo primero que deben garantizar este tipo de herramientas y técnicas será el acceso de los usuarios a los datos con independencia de la procedencia de estos.

- Apoyo en la toma de decisiones. Se busca ir más allá en la presentación de la información, de manera que los usuarios tengan acceso a herramientas de análisis que les permitan seleccionar y manipular sólo aquellos datos que les interesen.

- Orientación al usuario final. Se busca independencia entre los conocimientos técnicos de los usuarios y su capacidad para utilizar estas herramientas.
- Estrecha relación con Big Data.[3] La inteligencia de negocios se relaciona con las ingentes cantidades de datos con las que nos encontramos en la actualidad.

## Niveles de realización de BI
De acuerdo a su nivel de complejidad se pueden clasificar las soluciones de Business Intelligence en: 
Informes
- Informes predefinidos.

- Informes a medida.

- Consultas (Query) / Cubos OLAP (On-Line Analytic Processing).

- Alertas.

Análisis
- Análisis estadístico.

- Pronósticos (Forecasting).

- Modelado predictivo o Minería de datos (Data Mining).

- Optimización.

- Minería de Procesos.

## Inteligencia de empresas
La Inteligencia de Empresas es el concepto más amplio del uso de la inteligencia en las organizaciones. Desde distintas perspectivas, la inteligencia de empresas ha ido emergiendo a partir de la contribución de muchas áreas del conocimiento: market intelligence (inteligencia de mercados), competitive intelligence (Inteligencia Competitiva), business intelligence (inteligencia empresarial).
Este concepto ha sido muy utilizado en el mundo de la tecnología con distintos significados como inteligencia de negocios, strategic foresight (Inteligencia Estratégica), corporate intelligence (Inteligencia Corporativa), vigilancia tecnológica, prospectiva tecnológica, etc.
La inteligencia de negocio puede entenderse como una estrategia empresarial que persigue incrementar el rendimiento de la empresa o su competitividad mediante la organización inteligente de sus datos históricos (transacciones u operaciones diarias) que se almacenan en las bases de datos de la empresa (data warehouse corporativo o data marts departamentales) y de los datos en tiempo real que normalmente se encuentran en discos duros virtuales conocidos como cloud o nube. Las herramientas de inteligencia de negocio recopilan, organizan y analizan estos datos para definir la línea de actuación de las empresas que hacen usos de ellas.
En mayo de 2013, el Profesor Héctor Izquierdo fue elegido "Professor of the Week" por el Financial Times lo que le permitió definir para su diccionario de léxico empresarial el término "Business Intelligence" para detallar su importancia en el mundo empresarial. 

## Inteligencia de mercados internacionales «La estrategia»
En la inteligencia empresarial, la estrategia debe ser vista como un proceso creativo, buscar nuevas formas de hacer las cosas, de generar valor en el mundo de continuo cambio, y ser efectivo en el corto plazo por lo cual se necesita:
- Inteligencia para crear y compartir el conocimiento.
- La habilidad para integrar y administrar este conocimiento.
- La imaginación para visualizar acciones alternativas a las usuales y analizar sus consecuencias.
- La pericia para manejar los recursos y atender las necesidades actuales sin dejar de construir el futuro deseable.[7]

Así como en mercadotecnia se tienen las 4 P, también en inteligencia de mercados se tienen 4 P
- PLAN: curso de acción conscientemente determinado.
- POSICIÓN: un medio para ubicar a la organización (nicho, rentas, dominio).
- PATRÓN: es un modelo que implica consistencia.
- PERSPECTIVA: una manera particular de percibir el mundo (concepto, cultura, ideología).

Con la globalización, la competencia se convierte en hipercompetencia para lo cual hay que reaccionar con rapidez, sorpresa, anticipación, también hay que cambiar las reglas del juego y hacer productos innovadores integrales para demostrar superioridad ante la competencia.

## Mercado
En un informe de 2013, Gartner clasificó a los proveedores de inteligencia empresarial como un proveedor independiente "puro" o un "megaproveedor" consolidado. En 2012, los servicios de inteligencia empresarial recibieron 13.100 millones de dólares en ingresos. En 2019, el mercado de BI se sacudió en Europa debido a la nueva legislación de GDPR (Reglamento general de protección de datos) que pone la responsabilidad de la recopilación y el almacenamiento de datos en el usuario de datos con leyes estrictas para asegurarse de que los datos cumplan.
El crecimiento dentro de Europa ha aumentado constantemente desde mayo de 2019 cuando se presentó el RGPD. La legislación reorientó a las empresas para que vean sus propios datos desde una perspectiva de cumplimiento, pero también reveló oportunidades futuras utilizando personalización y proveedores de BI externos para aumentar la participación de mercado.